# 25 thermidor
25 messidor 25 fructidor
Le quintidi 25 thermidor, officiellement dénommé jour de la loutre, est le 325e jour de l'année du calendrier républicain.
C'était généralement le 12e jour du mois d'août dans le calendrier grégorien.